# San Andrés Cabecera Nueva
San Andrés Cabecera Nueva är en kommun i Mexiko.   Den ligger i delstaten Oaxaca, i den sydöstra delen av landet, 300 km sydost om huvudstaden Mexico City.
Följande samhällen finns i San Andrés Cabecera Nueva:
- Santos Reyes Aldama
- Santa Ana Progreso
- San Sebastián Valfré
- San Cosme de la Paz
- Guadalupe Victoria
- Santiago el Mesón
- Villa Alta